# Лисово (Якшур-Бодьїнський район)
Лисо́во (рос. Лысово) — присілок в Якшур-Бодьїнському районі Удмуртії, Росія.
Населення — 17 осіб (2010; 75 в 2002).
Національний склад (2002):
- удмурти — 71 %

## Урбаноніми[4]
- вулиці — Дружби